# Amytis
Amytis (gr. Ámitys) – perska księżniczka z dynastii Achemenidów, córka króla Kserksesa I i królowej Amestris, siostra Artakserksesa I. Żona szlachcica Magabyzusa.
Amytis i jej matka zostały przedstawione przez Ktezjasza jako dwie najpotężniejsze kobiety podczas rządów Artakserksesa. Według źródeł greckich, Amytis była kobietą bezwzględną. Według Ktezjasza, sam Megabyzus oskarżył żonę o fałszerstwo (podczas rządów Kserksesa). Kiedy Megabyzus zmarł, Amytis miała jakoby romans z greckim lekarzem – Apollonidesem z Kos, a kiedy romans odkryto, Apollonides był przez dwa miesiące torturowany, a następnie pogrzebany żywcem przez królową-matkę, Amestris. Inny grecki historyk – Dinon, opisał Amytis jako najpiękniejszą i najbardziej bezwzględną kobietę Azji. Żadne z tych źródeł nie jest do końca wiarygodne. Brak jakichkolwiek wizerunków Amytis powoduje, że niemożliwe jest odtworzenie jej wyglądu.

## Rewolta
Około roku 445 p.n.e. mąż Amytis – Megabyzus wszczął w Syrii udaną rewoltę przeciwko jej bratu. Początkowo Amytis opowiedziała się po stronie swojego brata-króla podczas wojny, potem razem z Amestris i satrapą Artariusem, pośredniczyła między mężem a bratem podczas negocjacji pokojowych. Megabyzus znowu wpadł w niełaskę, został wyrzucony z dworu królewskiego i wygnany do małego miasta nad Zatoką Perską. 5 lat później król wybaczył Magabyzusowi i dzięki wstawiennictwu Amytis i Amestris pozwolił mu wrócić na dwór.

## Potomstwo
Amytis urodziła Megabyzusowi dwóch synów:
- Zopyrusa,
- Artyfiusa.

Po śmierci rodziców Zopyrus uciekł do Aten.